# Silaiya Tanjung Leuk
Silaiya Tanjung Leuk is een bestuurslaag in het regentschap Tapanuli Selatan van de provincie Noord-Sumatra, Indonesië. Silaiya Tanjung Leuk telt 777 inwoners (volkstelling 2010).